# Nagroda Yomiuri
Nagroda Literacka Yomiuri (jap. 読売文学賞 Yomiuri Bungaku-shō) – prestiżowa, japońska nagroda przyznawana za osiągnięcia na polu tworzenia kultury narodowej. Nagroda została ufundowana w 1948 roku przez spółkę Yomiuri Shimbun. Każdy zwycięzca jest nagradzany 2 milionami jenów oraz kamieniem pisarskim. Zwycięzcy wybierani są przez komitet japońskich pisarzy, poetów, krytyków i literaturoznawców.

## Kategorie nagród
Przez pierwsze dwa lata nagrody były przyznawane w czterech kategoriach: powieść i dramat, poezja, krytyka literacka, teoria literatury. W 1950 powieść i dramat rozdzielono na dwie osobne kategorie. Następnie w 1960 kategorie zostały poszerzone do sześciu:
- powieść
- dramat
- esej i travelogue
- krytyka literacka i biografie
- poezja
- teoria literatury i tłumaczenia

## Laureaci
Od początku istnienia nagroda została nadana ponad 300 autorom, między innymi:
- Yukio Mishima (1961)
- Kōbō Abe (1962, 1974)
- Haruki Murakami (1996)
- Yukio Kudō (1999)
- Yōko Ogawa (2004)
- Hiromi Kawakami (2014)[3]